# Очаповский, Борис Леонидович
Бори́с Леони́дович Очапо́вский (1904—1957) — русский советский сейсмолог, кандидат физико-математических наук (1941).

## Биография
Родился в Санкт-Петербурге. Отец — переводчик Л. В. Очаповский. Дядя — известный офтальмолог С. В. Очаповский, двоюродный брат — Очаповский, Владимир Станиславович (1932—1973) — советский орнитолог, кандидат биологических наук..
В 15 лет начал работать, одновременно учась в школе. В 1925 году поступил на физический факультет Ленинградского университета. Будучи студентом 3-го курса, стал работать по специальности, руководил большой экспедицией в районе Кузбасса. По окончании учёбы в 1930 году работал в Институте сейсмологии Академии наук, в 1937—1955 гг. — в Ленинградском государственном университете (руководил отделением сейсмологии физико-математического факультета).
Во время Великой Отечественной войны был эвакуирован в Елабугу, затем переведен в Саратов, где институт продолжил учебный процесс. После войны руководил Лабораторией сейсмологии ЛГУ. В 1955 году возглавил отдел сейсмологии Сахалинского комплексного научно-исследовательского института Академии наук СССР, участвовал в организации Сахалинского отдела Географического общества СССР, председателем которого стал в июле 1956 года.
Скороспостижно скончался 26 декабря 1957 года по московскому времени (27 — по сахалинскому).

## Научная деятельность
И В 1930-м году после окончания Ленинградского университета Очаповский, получив специальность сейсмолога, принял участие в ряде экспедиций. Исследовал сейсмическую активность для строительства Военно-Грузинской дороги в районе горы Индюк, белые пятна Памира и Тянь-Шаня, в 1941 году получил учёную степень кандидата физико-математических наук (тема диссертации «Отклонения отвеса в горных районах и их связь с массами земной коры»), а в 1946 году — учёное звание доцента. В 1952 году совместно с ассистентом Ю. В. Кедриным определил сейсмологические характеристики вечной мерзлоты на островах Северная Земля. Работал на Кольском полуострове, в 1955 участвовал в полярной экспедиции «Северный полюс-4» (были получены ценные сведения об естественных колебаниях ледяного покрова и его упругих свойствах), проводил исследования в Елабуге, Саратове и на Сахалине.